# David Blackwell
Pour les articles homonymes, voir Blackwell.
David Harold Blackwell est un mathématicien américain né le 24 avril 1919 à Centralia dans l'Illinois aux États-Unis et mort à Berkeley, en Californie, le 8 juillet 2010. Il fut le premier Afro-Américain à être membre de l'Académie nationale des sciences.

## Biographie
David Blackwell a grandi à Centralisa, une ville de 12 000 habitants dans l'Illinois. Contrairement aux autres Afro-Américains de son époque, il fréquente un lycée mixte. Sa famille ne ménage aucun effort pour qu'il puisse suivre des études de qualité mais David ne trouve pas les mathématiques assez intéressantes. Pourtant, après un cours d'analyse en première (junior year (en)), David Blackwel change d'avis et développe un grand intérêt pour le sujet. Quatre ans plus tard il obtient un doctorat.

## Carrière
En 1935, alors qu'il n'est âgé que de 16 ans, Blackwell entre à l'université de l'Illinois à Urbana-Champaign où son intérêt pour les mathématiques ne va cesser de grandir. Après son doctorat en mathématiques en 1941, il écrit de nombreuses lettres à 105 universités et collèges noirs pour savoir si un poste d'enseignant n'était pas disponible car à l'époque un enseignant noir ne devait enseigner que dans les collèges et universités pour noirs. Malgré cela, Blackwell reçut, après 1966, des doctorats honorifiques de plus de 12 universités dont Harvard, Yale et Stanford.
Il chercha un poste de professeur a l'université de Californie et sa candidature fut fortement appuyée par Jerzy Neyman mais ceci se révéla vain à cause de la farouche opposition des autres professeurs. En 1942, il eut un poste à la Southern University à Bâton-Rouge où il va rester un an avant de devenir professeur au Clark College (en) d'Atlanta. En 1946, il partit à l'université Howard en tant que professeur agrégé et devint l'année suivante le directeur du département de mathématiques.
Blackwell est aussi un pionnier dans la rédaction de manuels. Blackwell écrit son premier manuel bayésien en 1969.
Avec Richard Tapia il a donné son nom au prix Blackwell-Tapia qui « reconnaît des personnes qui ont apporté d'importantes contributions à la recherche dans leur domaine et qui ont œuvré pour résoudre le problème de la sous-représentation des groupes minoritaires en mathématiques ».

## Distinctions

### Prix et récompenses
- 1979 :  prix de théorie John-von-Neumann
- 1985 : Lecon Claytor-Woodard[6]
- 1988 : Citation Bekerley[7]
- 2012 : National Medal of Science, à titre posthume, décerné par Barack Obama à ses enfants[8]

### Sociétés savantes
- 1956 : président de l'Institut de statistique mathématique
- 1965 : élu membre de l'Académie nationale des sciences, premier afro-américain élu.
- 1969 : élu membre de l'Académie américaine des arts et des sciences, dans la catégorie Mathématiques et Sciences Physiques[9]
- 1975-1977 : président de la Société Bernoulli pour la statistique mathématique et les probabilités[10]
- 1976 : membre d'honneur de la Royal Statistical Society[11]
- 1978 : vice-président de la Société américaine de statistique
- 2002 : élu membre de l'Institute for Operations Research and the Management Sciences[12]

### Honneurs
- 1954 : Orateur du Congrès international des mathématiciens
- 2002 : le prix Blackwell-Tapia est nommé en son honneur, avec Richard Tapia

Il a obtenu plusieurs doctorats honoris causa : 
- Université du Michigan en Sciences ( États-Unis, 1969) [13]
- Université de Syracuse ( États-Unis)[14]
- Université nationale du Lesotho ( Lesotho)[14]